# Куранизам
Куранизам (арап. القرآنية) је мањински исламски покрет који одбија било које изворе верског ауторитета изузев Курана, самим тим одбацујући велике делове традиционалне исламске праксе. Припадници покрета држе да је Куран једноставан, савршен, и самим тим сопствено тумачив. Мада куранисти сматрају да је њихово разумевање ислама изворно и исправно, покрет је карактеристичан за период 19. и нарочито 20. века. 
Традиционални правци ислама (међу њима најважнији сунизам и шиизам) као ауторитете поред Курана узимају предања о животу пророка (хадисе), писана тумачења Курана (тефсире), пресуде верских ауторитета (фетве) и друго. Куранисти ове ауторитете сматрају новотаријама и истичу да је Куран једини легитимни и прописани ауторитет ислама. Представници традиционалних праваца су, са друге стране, осуђивали куранизам, тврдећи да је пратити ислам без суне немогуће. Расправе између кураниста и традиционалиста постале су нарочито актуелне у 21. веку, и куранизам постаје све заступљенији међу исламским модернистима.